# 肖特山
肖特山（英語：Mount Short），是南極洲的山峰，處於雕塑山以東1.6公里，海拔高度2,110米，美國地質調查局根據測量和美國海軍拍攝的空中照片繪入地圖，現時由南極條約體系管理。

## 外部連結
- 本条目引用的公有领域材料来自美国地质调查局的文档 《肖特山》 （資料來自地名信息系统）。

72°50′S 162°13′E / 72.833°S 162.217°E